# بخش واشینگتن (شهرستان جکسون، اوهایو)
بخش واشینگتن (به انگلیسی: Washington Township) یک منطقهٔ مسکونی در ایالات متحده آمریکا است که در شهرستان جکسون، اوهایو واقع شده‌است.
 بخش واشینگتن ۵۷٫۹ کیلومتر مربع مساحت و ۷۸۲ نفر جمعیت دارد و ۲۶۷ متر بالاتر از سطح دریا واقع شده‌است.